# حوزه انتخابیه چهارم ایلینوی
حوزه انتخابیه چهارم ایلی‌نوی یک حوزه انتخابیه مجلس نمایندگان آمریکا است که در ایالت ایلی‌نوی قرار دارد.